# Apponyi család

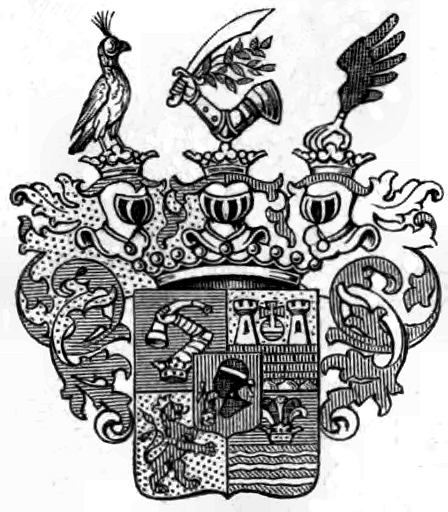
Apponyi de Nagy-Apponyi 1739

A nagyapponyi Apponyi család, eredetét a Péc nemzetségre vezeti vissza. A 16. századtól kezdődően Nyitra vármegye egyik legjelentősebb nemesi családja.
A család első ismert őse Vörös Tamás (1317-1349) csejtei várnagy volt, aki Győr vármegyéből Nyitrába költözött és Appony várára királyi adományt kapott. Vörös Tamás 1344-ben és 1346-ban követ volt Avignonban, a pápai udvarnál, s az ő fia, Miklós viselte elsőként az Apponyi nevet.
A család felmenője sztrázsai Péter mester is, aki az apponyi vár és uradalom egy részét cseklészi Miklós egyik lányával való házassága révén szerezte meg. 1392-ben királyi adományt kapott az uradalomra, melyet 1395-ben felosztottak. Fiai lettek az Apponyi család megalapítói.
Apponyi Pál (1564-1624) bars vármegyei főispán, már mint főúr vett részt a bécsi békét megelőző és követő tárgyalásokban. Testvérével Apponyi Péterrel 1606-ban bárói rangott kapott. A család másik kihalt ágából Apponyi Balázs Bars vármegyei alispán kapott 1624-ben bárói rangot.
Apponyi Gáspár fia, Apponyi Miklós Buda 1686-os ostrománál esett el. Miklósnak Pongrácz Esztertől született fia, Lázár, 1718-ban bárói, majd 1739-ben grófi rangot kapott. A jablánci kihalt ág Apponyi József kamarás révén 1808-ban szerzett grófi rangot.
A család tagjai, különösen a diplomáciában és a közigazgatás terén váltak ki, és a legtöbb igen erős hajlamot mutatott az irodalom és művészet iránt. A család birtokai Pozsony-, Nyitra-, Tolna- és Békés vármegyében terültek el. Lázár unokája Antal György (1751-1817) egyike volt kora legműveltebb főurainak, kedvelte a tudományokat és a művészeteket. II. József kitüntette, de a királybiztosi hivatalt nem vállalta el. Mint a Theresianum növendéke különösen egyházpolitikai tekintetben igen szabadelvű, nyomtatásbán is megjelent téziseket védett (1772). Ő alapította a híres családi könyvtárat. Második fia Antal, (1782-1852) császári követ volt Nápolyban, Londonban és Párizsban. Antal fia, Rudolf (1812-1876) Párizsban, majd Londonban képviselte a monarchiát.
Címereik leírását legutóbb Peter Keresteš foglalta össze.

## Címer
A család címere négy részre van osztva: 
- az első kék színű mezőben arany korona fölött pánczélos kar ezüst vadászkürtöt emel.
- a második arany mezőben négy sziklacsúcson vörös várfal két rovátkos toronnyal és a tornyok közt kék országalmával látható.
- a harmadik arany udvarban balra forduló két farkú vörös oroszlán áll.
- a negyedik mező rézsút kétfelé oszlik, felső kék része arany korona fölött három fehér strucctollal. Az alsó zöld osztályba három ezüst hullámos szalag nyúlik át.
- a közép vért az ősi címert mutatja: vörös mezőben szerecsenfejet ezüst átkötővel, szájában zöld száron piros rózsát tartva.

## Híres Apponyiak
- Apponyi Albert
- Apponyi Antal politikus, Tolna vármegye főispánja
- Apponyi Antal császári diplomata
- Apponyi Balázs (?–1637 körül) alispán, költő
- Apponyi Géraldine albán királyné
- Apponyi Géza
- Apponyi György, 1848-ban Magyarország főkancellárja, Nyitra vármegye főispánja 1850-1852-ben
- Apponyi György, politikus
- Apponyi Károly
- Apponyi Lajos
- Apponyi Sándor
- Apponyi Rudolf

## Kastélyok, kúriák
- Apponyi-kastély (Hőgyész)
- Apponyi-kastély (Lengyel)
- Apponyi-kastély (Medina)
- Apponyi-kastély (Pálfa) (Felsőrácegres)
- Apponyi-palota, Pozsony
- Apponyi kúria (Bátaapáti)

## Album

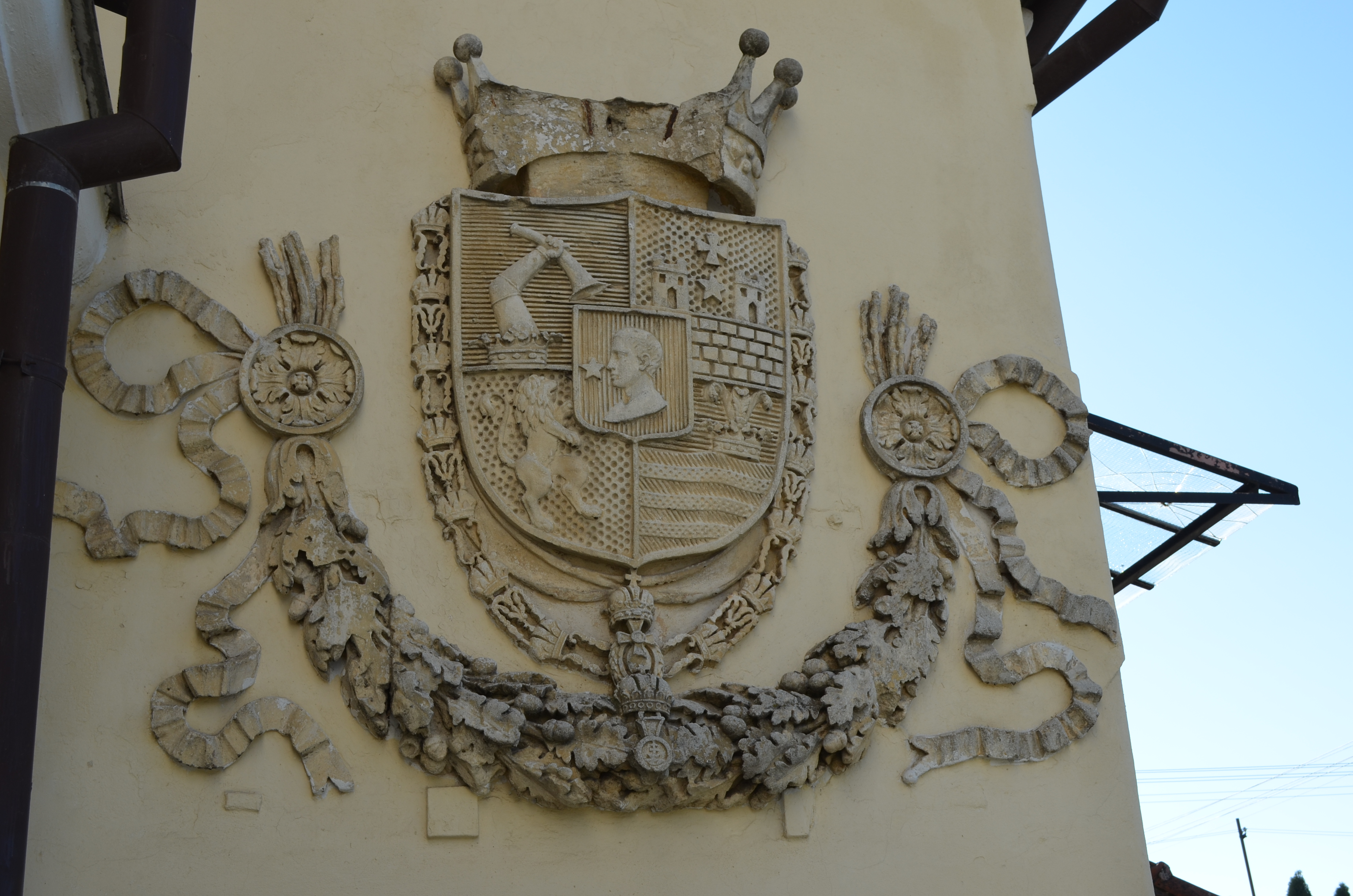
Címer
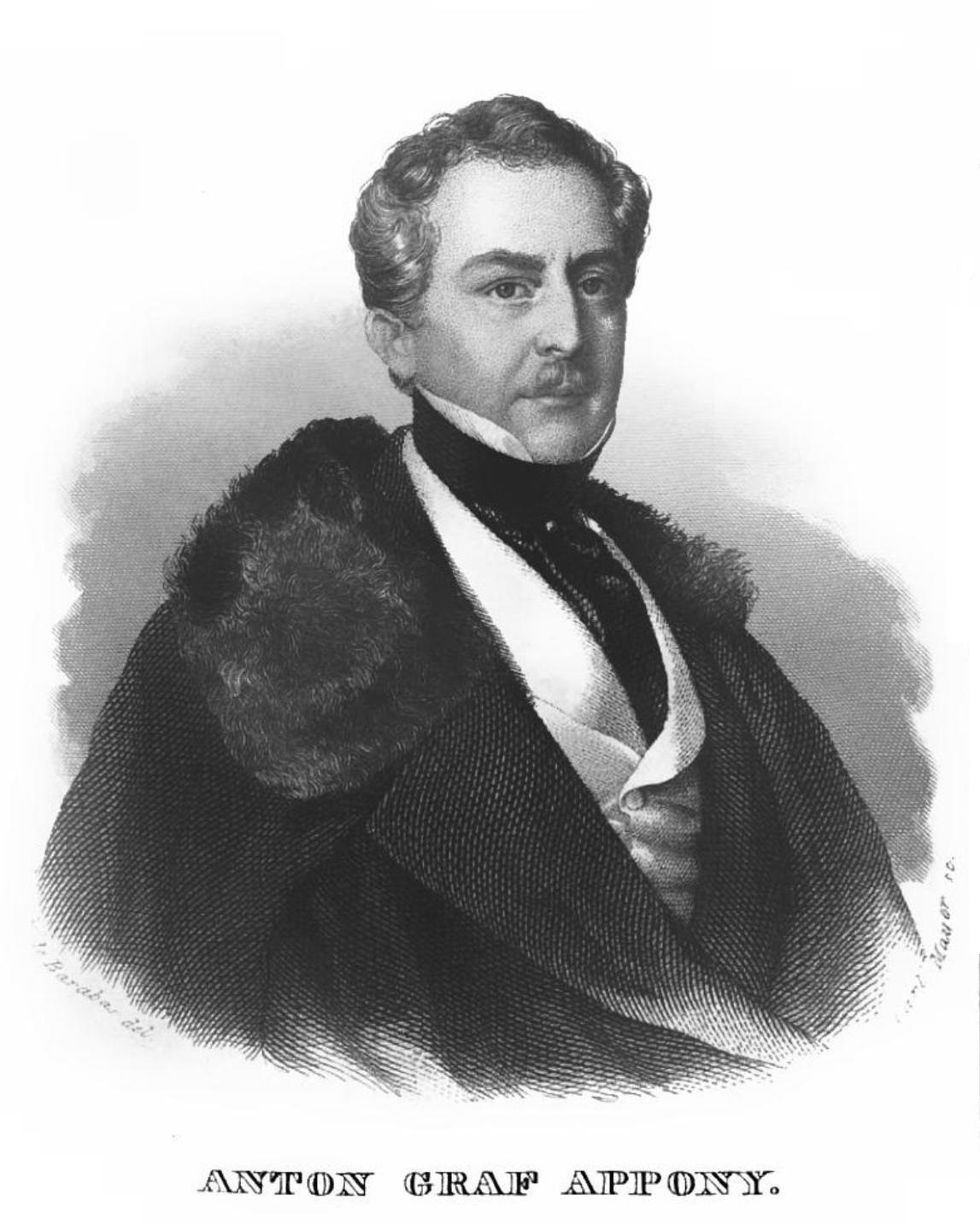
Apponyi Antal
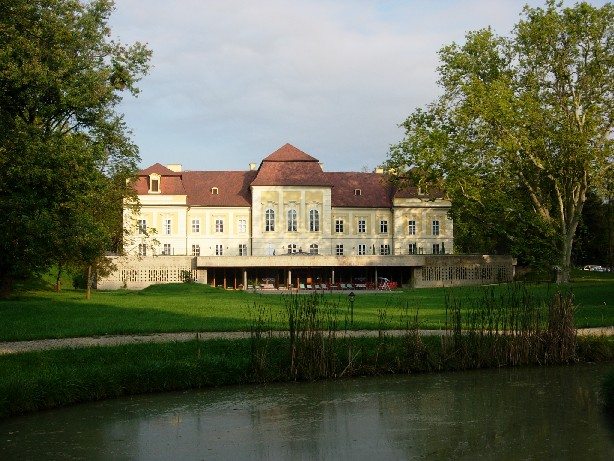
Apponyi–kastély, Hőgyész
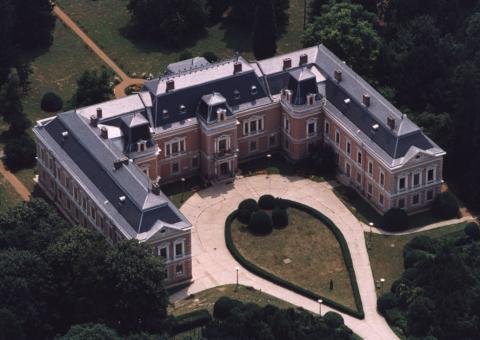
Apponyi-kastély, Lengyel
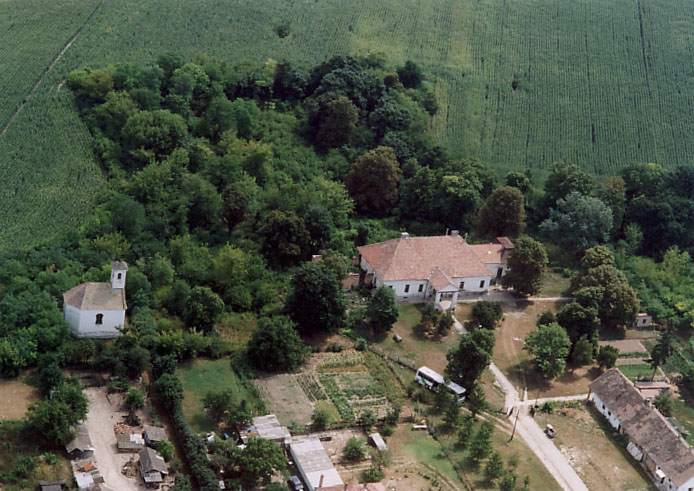
Apponyi-kastély, Medina
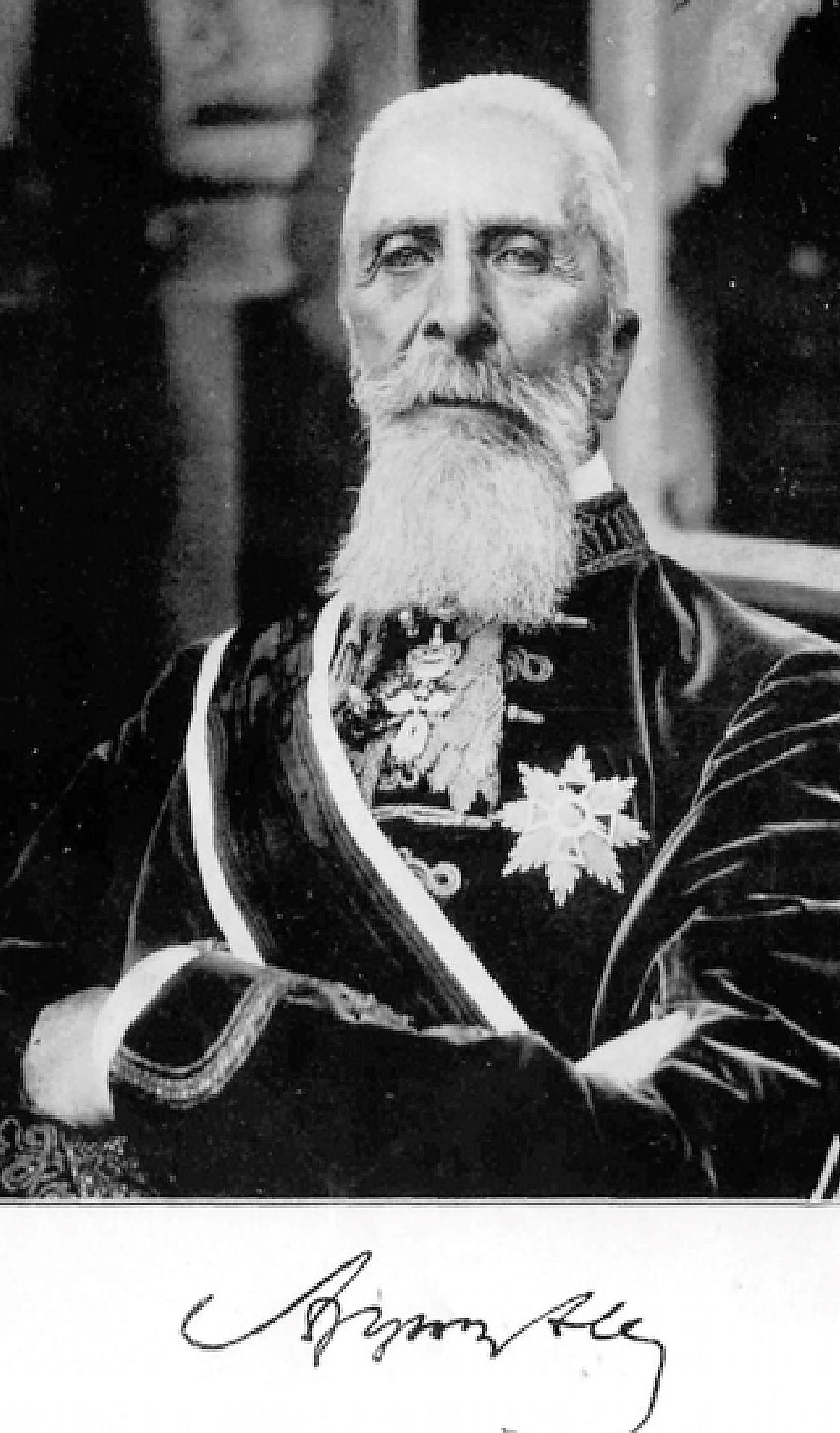
Apponyi Albert